# Brasserie
Pour l’article homonyme, voir Brasserie (restaurant).
 (février 2013).
Si vous disposez d'ouvrages ou d'articles de référence ou si vous connaissez des sites web de qualité traitant du thème abordé ici, merci de compléter l'article en donnant les références utiles à sa vérifiabilité et en les liant à la section « Notes et références ».

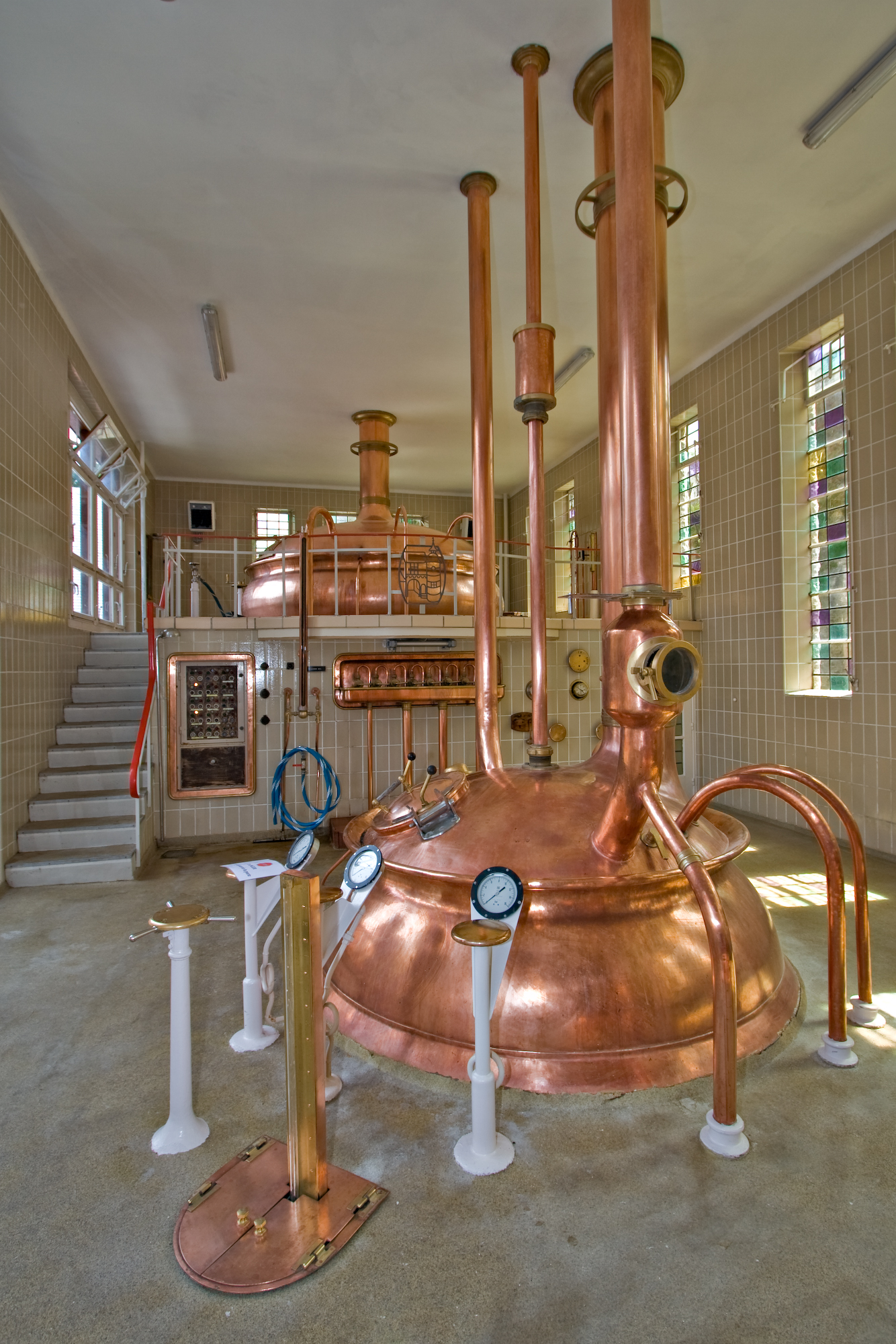
Brasserie trappiste de Rochefort, Abbaye Notre-Dame de Saint-Rémy de Rochefort, Wallonie, Belgique.

Une brasserie est étymologiquement et historiquement le nom du lieu où est brassée la bière. Par proximité sémantique, le terme brasserie désigne également un établissement qui fait à la fois fonction de bar — où l'on sert notamment, mais pas uniquement, de la bière — et de restaurant.

## Bière et brasserie

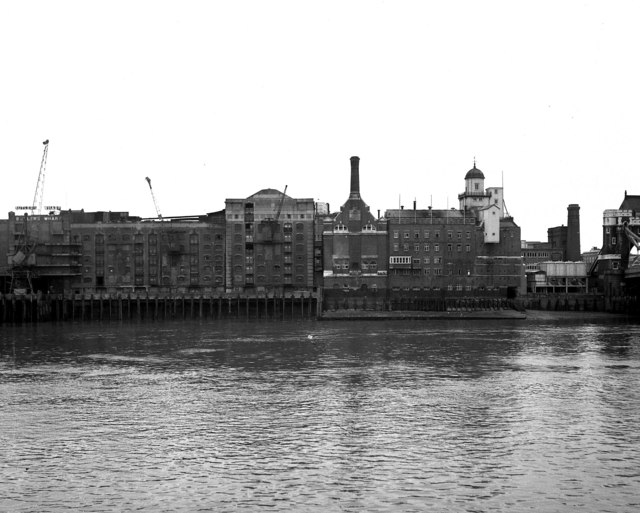
L'Anchor Brewhouse, ancienne brasserie londonienne (photo de 1971).

Le terme « brasserie » peut s'appliquer à un site industriel où la bière est fabriquée en grande quantité (brasseries Kronenbourg, etc.), tout autant qu'à un artisan transformateur local, fabriquant et commercialisant sa propre bière comme cela était le cas avant l'ère industrielle : on parle parfois dans ce cas de brasserie artisanale, de brasserie d'artisan, ou encore de microbrasserie particulièrement au Canada. Le terme de brasserie peut se retrouver aussi dans l'appellation « ferme-brasserie » dévolue au secteur agricole ou l'agriculteur producteur fermier transforme sa production en bière fermière.
Dans son sens industriel, une brasserie est souvent composée d'un ensemble de bâtiments où sont stockées les produits agricoles (houblon, malt d'orge) ; de réacteurs où se déroulent les différentes opérations ; et enfin de bâtiments où est stocké et conditionné le produit fini, c'est-à-dire la bière (le résidu se nommant la drêche).
Le responsable de l'opération délicate du brassage est appelé brasseur ou maître brasseur.
On peut désigner aussi comme brasserie toute entité qui est commanditaire d'une bière, même brassée par une autre brasserie. Parmi ceux-ci on trouvera les commanditaires (qui ont donc juste une recette) comme la Brasserie Vanuxeem et sa Queue de Charrue, ou alors des assembleurs, qui mélangent des brassins pour en faire un produit unique, comme pour les gueuzes, à l'image de Brasserie Hanssens.

### En France: installation classée pour la protection de l'environnement
Selon la législation française, les brasseries industrielles sont des installations classées pour la protection de l'environnement (ICPE). En effet, ce type d'installation est concerné par la rubrique n°2220 de la nomenclature des installations classées (« préparation ou conservation de produits alimentaires d'origine végétale, par cuisson, appertisation, surgélation, congélation, lyophilisation, déshydratation, torréfaction, fermentation, etc., à l'exclusion des activités classées par ailleurs et des aliments pour le bétail mais y compris les ateliers de maturation de fruits et légumes. ») :
- Les installations fonctionnant pendant une durée maximale de 90 jours consécutifs en un an et ayant une quantité de produits entrants d'origine végétale étant supérieure à 20 tonnes par jour ainsi que les installations fonctionnant pendant une durée supérieure à 90 jours consécutifs en un an et une quantité de produits entrants d'origine végétale étant supérieure à 10 tonnes par jour sont soumises à enregistrement. Afin de limiter leur impact environnemental, les exploitants de ces installations doivent notamment respecter les prescriptions techniques d'un arrêté ministériel daté du 14 décembre 2013[2].
- Les installations fonctionnant pendant une durée maximale de 90 jours consécutifs en un an et ayant une quantité de produits entrants d'origine végétale comprise entre 2 tonnes par jour et 20 tonnes par jour ainsi que les installations fonctionnant pendant une durée supérieure à 90 jours consécutifs en un an et une quantité de produits entrants d'origine végétale comprise entre 2 tonnes par jour et 10 tonnes par jour doivent être déclarées. Afin de limiter leur impact environnemental, les exploitants de ces installations doivent notamment respecter les prescriptions techniques d'un arrêté ministériel daté du 17 juin 2005[3].

L'instruction des demandes d'enregistrement ainsi que le contrôle du respect des prescriptions techniques par les exploitants sont réalisés par l'inspection des installations classées.

## Brasserie-restaurant
Par extension, ce terme peut désigner aussi le nom du lieu où la bière est consommée, même si celui-ci ne participe plus à sa fabrication ; dans ce dernier sens, le mot brasserie est maintenant également compris comme un restaurant ayant service professionnel, mais de façon moins formelle qu'un restaurant, avec notamment des heures fixes de service (11 h 30 – 14 h 30 | 18 h 30 – 22 h 30 par exemple).
La désignation ou non d'un restaurant comme une brasserie obéira en fait dans la pratique à des critères relativement subjectifs, tels que sa décoration, son ambiance, la carte proposée (généralement assez traditionnelle), etc.

## Microbrasserie et brasserie artisanale
La différence entre ces deux types de brasserie réside dans leur mode de distribution. Le terme de microbrasserie désigne en Belgique et en France un artisan transformateur ayant aussi une activité de débitant de boissons dans ses locaux (vente de bière au verre). Une brasserie artisanale étant une entreprise de fabrication de bière qui utilise un réseau de distributeurs extérieur à l’entreprise.
Le terme brasserie d’artisan évoque aussi une méthode de fabrication et peut aussi bien s’appliquer à une microbrasserie qu’à une brasserie artisanale. Il s’agit d’une brasserie dans laquelle une personne (souvent le brasseur ou le chef d’entreprise) crée ses propres recettes et ses procédés de transformation. Ceci en opposition aux brasseries qui délèguent cette partie création à d’autres prestataires spécialisés.

## Brasseries notoires

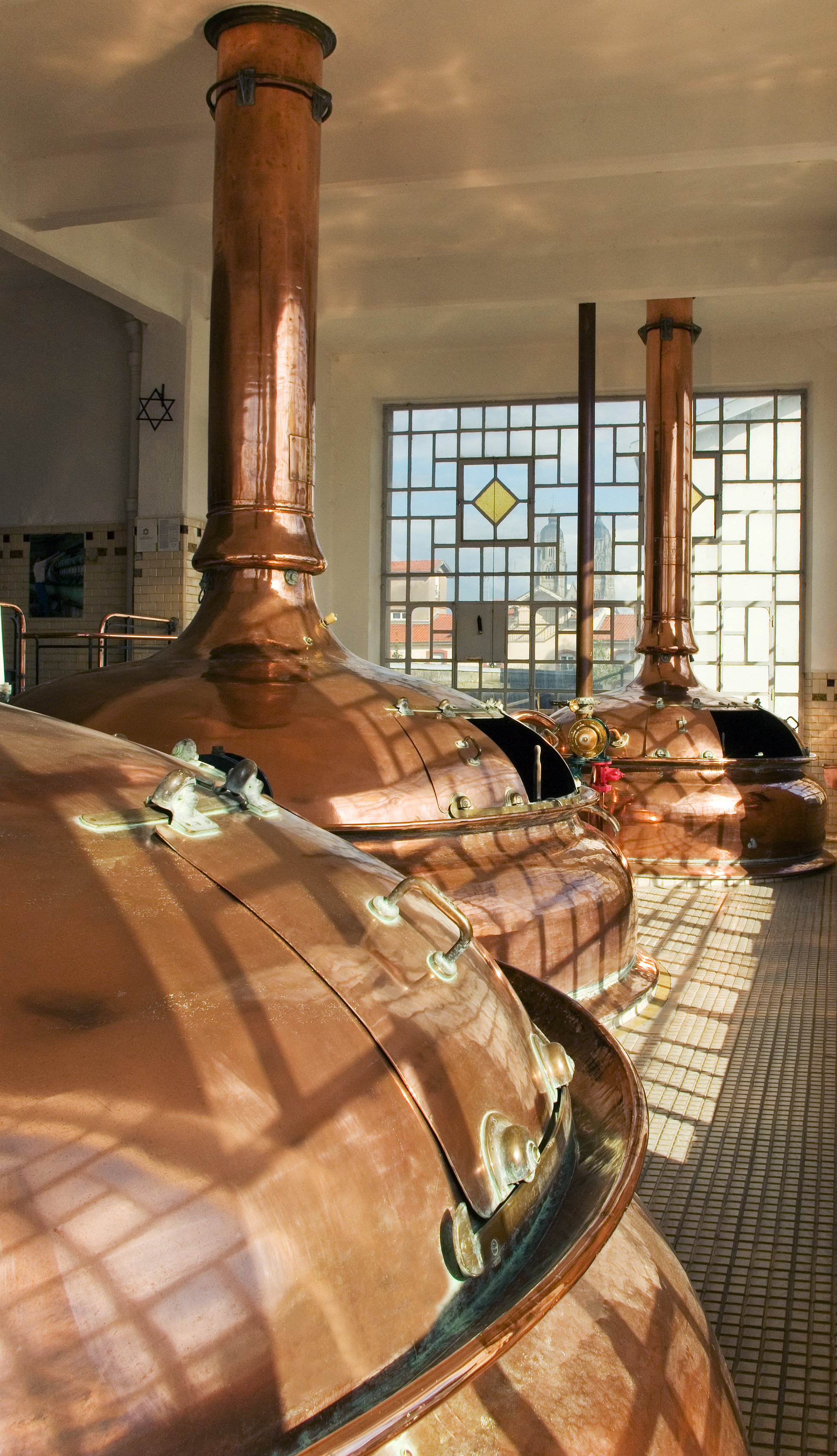
Salle des cuves du Musée français de la brasserie.

## Brasseries et culture
- Les Maîtres de l'orge est une série de bande dessinée dont le décor se situe en Brabant dans une brasserie.
- Une grande partie du jeu vidéo Oddworld : l'Exode d'Abe se déroule dans la Brasserie SoulStorm.